# Banco Ciudad de Buenos Aires
El Banco Ciudad de Buenos Aires, denominado comercialmente como Banco Ciudad, es el principal banco de la Ciudad Autónoma de Buenos Aires. Fue creado el 23 de mayo de 1878 con el nombre de Monte de Piedad o Montepío, aunque la Ley 1129 de creación del Montepío se promulgó el 15 de octubre de 1877, la entidad abrió sus puertas al público un año después. La institución surgió para proveer préstamos de dinero sobre objetos diversos a un interés menor que el de plaza, orientado a actuar sobre las diferencias sociales.

## Historia

### Banco Municipal de Préstamos y Caja de Ahorros
A lo largo de su crecimiento, la Institución cambió seis veces de nombre hasta llegar a la denominación actual, Banco Ciudad de Buenos Aires. La primera modificación significativa se produce en 1888 cuando, a partir de la Federalización de la Ciudad de Buenos Aires, es transferido a jurisdicción de la Capital Federal. El 30 de septiembre de 1904, mediante la Ley 4531, la Institución queda denominada como "Banco Municipal de Préstamos y Caja de Ahorros". Como banco de crédito adquirió las facultades de otorgar préstamos sobre sueldos, pensiones, jubilaciones, pagadas por reparticiones nacionales o por la Municipalidad; títulos de la deuda pública nacional o provincial; cédulas hipotecarias o acciones cotizables en la bolsa de Comercio; mercaderías depositadas en las aduana o depósitos fiscales. Lo más relevante fue que se le permitió captar depósitos del público en la Caja de Ahorros. A partir de este momento se construyeron numerosas sucursales y salas de exhibición en el territorio de la creciente ciudad.

### Banco Municipal de la Ciudad de Buenos Aires
En 1944 pasó a llamarse "Banco Municipal de la Ciudad de Buenos Aires". El surgimiento de los movimientos de masas en nuestro país a partir de la década de 1940, que integraron social y políticamente tanto a las clases urbanas derivadas de la inmigración europea como a los trabajadores rurales del interior que se transformaron en obreros industriales, impactaron sobre la evolución del Banco. El crédito social de empeño comenzaba a ser una herramienta limitada en un país que se modernizaba, crecía y elevaba a sus habitantes a la categoría de ciudadanos. En efecto, el por entonces Banco Municipal debió asumir funciones más amplias requiriendo mayor cantidad de bocas de recaudación y un contacto más cercano con las necesidades de los nuevos actores sociales urbanos. Los nuevos profesionales y asalariados demandaban créditos para comprar la vivienda propia y acondicionarla, y los comerciantes y pequeños empresarios industriales necesitaban ampliarse y modernizarse a medida que el mercado interno se expandía.

### Banco Ciudad
El 23 de mayo de 1968, en el 90 aniversario de la fundación del Banco, se inaugura la nueva casa Matriz -que continúa siendo su casa matriz actual- en las calles Florida y Sarmiento.
La nueva imagen se basó en la aplicación de ladrillos vidriados de color en grandes superficies exteriores e interiores; la creación de un logotipo publicitario y el equipamiento de todas sus dependencias y sucursales. El 16 de mayo de 1972, cambia por última vez de nombre, producto de la necesidad de apertura de nuevas sucursales en territorio de la provincia de Buenos Aires. Pasa a denominarse, entonces, "Banco de la Ciudad de Buenos Aires", denominación que mantiene hasta la actualidad. en 2017 era la séptima entidad en montos.

## Sedes

### Casa Matriz
La actual casa matriz del banco fue diseñada también por el estudio MSGSSS en el año 1968, como símbolo de la apertura de la entidad hacia nuevos rubros. Fue construida en tiempo récord e inaugurada al año siguiente, y se transformó en una pieza de arquitectura muy reconocida por el uso extensivo del ladrillo de vidrio como material, el diseño integral de todo su mobiliario y la idea de banco vidriado y abierto al público de la calle peatonal Florida, a diferencia del concepto clásico de banco sólido y cerrado que buscaba dar una imagen de confianza y seguridad.
Ubicado en un edificio que había sido construido para la tienda A la Ciudad de México, en la esquina de las calles Florida y Sarmiento, la estructura fue mantenida pero totalmente remodelada por dentro, y se abrieron en la fachada vitrinas y marquesinas para exponer objetos en subasta y mostrar la actividad del banco al público que camina por el microcentro porteño.

Entre 1977 y 1981 se construyó la ampliación de la casa central del Banco de la Ciudad de Buenos Aires, con acceso por la calle Sarmiento n.º 630, hoy conocida como “Sucursal Centro”. El proyecto estuvo a cargo de los arquitectos MSGSSS, y consistió en una torre vidriada con perfiles metálicos, de 7 subsuelos, planta baja y 18 pisos.

### Complejo Esmeralda

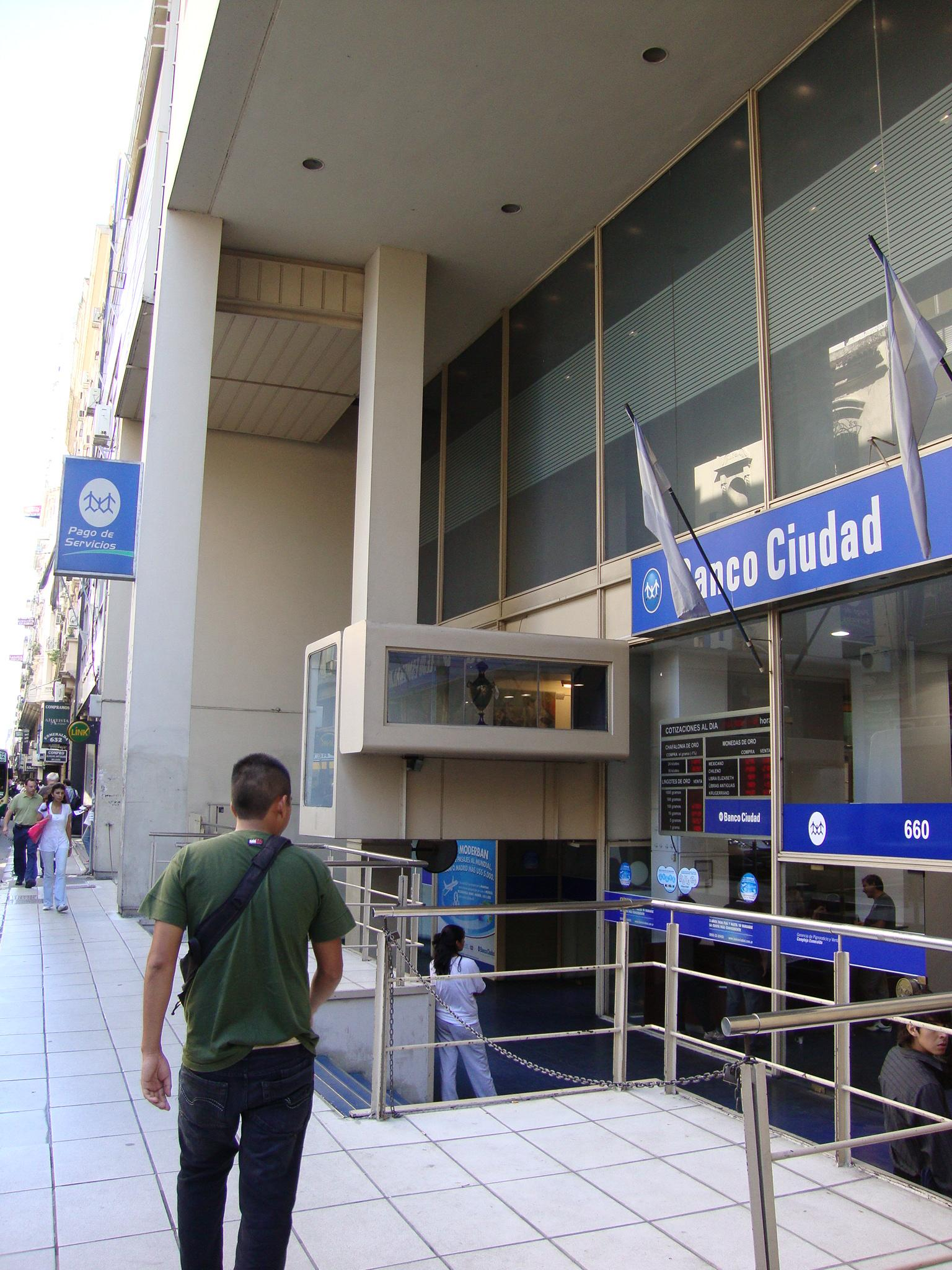
La entrada al Complejo Esmeralda 660.

A pocas cuadras, en Esmeralda 660, está el Complejo Esmeralda, también conocido como Edificio de Ventas, adonde el Banco Ciudad realiza las subastas públicas desde la década de 1930. También fue totalmente remodelado por MSGSSS en 1969, y se destaca por sus rampas y extensos mostradores con objetos a rematar.
Las obras fueron dirigidas por Solsona y realizadas por la constructora Sebastián Maronese e hijos. Fue necesaria la ampliación de las instalaciones del Edificio de Ventas, ya que resultaban insuficientes para las dimensiones que había adquirido la institución. Se respetó la ubicación de las salas de exhibición en la planta baja y las de venta en los pisos superiores, pero se reconfiguraron los espacios de circulación.

### Proyecto de nueva sede
En febrero de 2010, el Banco Ciudad anunció la construcción de una nueva sede, diseñada por Norman Foster entre las calles Uspallata, Atuel, Los Patos e Iguazú, que pertenecía al Instituto de Vivienda de la Ciudad.
Ese mismo año se denunció a Marta Scaravaglione, otra funcionaria del Banco Ciudad y afiliada a la UCR, que utilizó 62 cajas de ahorro de las que era cotitular para extraer los montos mínimos permitidos y eludir así el corralito. En febrero del 2002, tras el escándalo, Almada debió devolver el dinero. En aquel momento se le inició una causa en la que se la investigó por haber utilizado su cargo y la información privilegiada que este le aportaba, para cancelar su depósito fuera del horario bancario, y a sólo 48 horas de haberlo realizado, con el objetivo de eludir el corralito y obtener de este modo un beneficio personal. Ese mismo año se denunció a Marta Scaravaglione, otra funcionaria del Banco Ciudad y afiliada a la UCR, que utilizó 62 cajas de ahorro de las que era cotitular para extraer los montos mínimos permitidos y eludir así el corralito.
El auditor señaló otro caso en el que se otorgó unilateralmente un préstamo por 35 millones de pesos a la empresa Lethe, en una forma presuntamente irregular: el crédito representaba el 1500 por ciento de la Responsabilidad Patrimonial Computable (RPC) de la empresa, además dicha empresa carecía de experiencia previa en la materia (se especializa en aceites animales para uso industrial) y fue creada en 2010 con la compra del edificio. Por otra parte, los trabajadores del banco lo acusaron de continuar las políticas de vaciamiento y tercerización y de desviar 11 millones de pesos en publicidad mientras no se cumplían las condiciones básicas de trabajo.
Finalmente, el Gobierno de la Ciudad de Buenos Aires decidió alquilar el nuevo edificio del Banco Ciudad para trasladar allí las oficinas centrales de la histórica sede de Bolívar 1.

## Fundación Banco Ciudad de Buenos Aires
La Fundación Banco de la Ciudad de Buenos Aires fue constituida en 1983. En la actualidad es presidida por Ana Maria Ferrero.

## Presidentes
| N.º | Nombre                       | Periodo            |
| --- | ---------------------------- | ------------------ |
| 1   | Cayetano Cazón               | 1878               |
| 2   | Antonio Marcó del Pont       | 1879 - 1880        |
| 3   | Belisario Hueyo              | 1881               |
| 4   | Ángel María Rodríguez        | 1882 - 1883        |
| 5   | Natal P. de Torres           | 1884 - 1886        |
| 6   | José Luro                    | 1887               |
| 7   | Carlos Saavedra Zabaleta     | 1887 - 1888        |
| 8   | Daniel M. Escalada           | 1888 - 1890        |
| 9   | Carlos S. Bollini            | 1891 - 1900        |
| 10  | Felix Martín y Herrera       | 1901               |
| 11  | Rómulo Ayerza                | 1902 - 1904        |
| 12  | Enrique Peña                 | 1905               |
| 13  | Nicolás E. Videla            | 1906 - 1907        |
| 14  | Enrique Peña                 | 1908 - 1916        |
| 15  | Jorge A. Echayde             | 1917 - 1923        |
| 16  | Mariano J. Paunero           | 1924 - 1925        |
| 17  | Amadeo E. Grandi             | 1925               |
| 18  | Julio H. Silva               | 1926               |
| 19  | Mario A. Carranza            | 1927               |
| 20  | Saturnino García Anido       | 1928               |
| 21  | Francisco Carmen Camet       | 1929               |
| 22  | José A. Campos               | 1930               |
| 23  | Nicolás Barbara              | 1931               |
| 24  | José Alejandro Pafaurre      | 1931               |
| 25  | José María Paz Anchorena     | 1931               |
| 26  | Arnaldo Massone              | 1932               |
| 27  | Oscar C. Meyer               | 1933 - 1937        |
| 28  | Eduardo Crespo               | 1938 - 1943        |
| 29  | Horacio V. Pereda            | 1943 - 1944        |
| 30  | Rafael Fernández Blanco      | 1944 - 1951        |
| 31  | Valentín Juan Lafranco       | 1951 - 1952        |
| 32  | Héctor P. Collazo            | 1952 - 1954        |
| 33  | Francisco Arturo Sainz Kelly | 1954 - 1955        |
| 34  | Ovidio Molinas               | 1955 - 1956        |
| 35  | Ernesto Bertero              | 1956 - 1957        |
| 36  | Martín A. Noel               | 1957               |
| 37  | Anselmo Palau                | 1957 - 1958        |
| 38  | Amadeo J. A. Segabuche       | 1958 - 1962        |
| 39  | Damián Beccar Varela         | 1962 - 1963        |
| 40  | José Barrau                  | 1964 - 1965        |
| 41  | Cayetano Bloise              | 1965 - 1966        |
| 42  | Saturnino Montero Ruiz       | 1966 - 1971        |
| 43  | Rodolfo O. Córdoba           | 1971               |
| 44  | Carlos A. Rodríguez Babuscio | 1971 - 1973        |
| 45  | Alfredo Quinteiro            | 1973 - 1975        |
| 46  | Alejandro C. Gorostiaga      | 1975 - 1976        |
| 47  | Alejandro Aliaga Garcia      | 1976 - 1982        |
| 48  | Domingo Messuri              | 1982 - 1983        |
| 49  | Guillermo Moreno Hueyo       | 1984 - 1987        |
| 50  | Luis Alberto Remaggi Alberro | 1987 - 1989        |
| 51  | Saturnino Montero Ruiz       | 1989 - 1994        |
| 52  | Nicolás Weisz-Wassing        | 1994 - 1995        |
| 53  | Armando Blasco               | 1996               |
| 54  | Horacio Aldo Chighizola      | 1996 - 1999        |
| 55  | Carlos Horacio Pérez Rovira  | 1999 - 2000        |
| 56  | Roberto Feletti              | 2000 - 2003        |
| 57  | Eduardo Hecker               | 2003 - 2006        |
| 58  | Julio Augusto Macchi         | 2006 - 2008        |
| 59  | Federico Adolfo Sturzenegger | 2008 - 2013        |
| 60  | Rogelio Frigerio             | 2013 - 2015        |
| 61  | Javier Ortiz Batalla         | 2016 - 2020        |
| 62  | Guillermo Laje               | 2020 - en el cargo |

## Controversias
En 1997, la compañía Montford Finance cuya propiedad fue atribuida a Fernando de Santibañes compró en 7 millones de pesos (entonces equivalente a UDS 7 millones), una deuda litigiosa de 18 millones de dólares que la empresa Parque Diana SA mantenía con el banco. De esa manera -y con la compra de acciones de la empresa deudora-, Montford Finance -una firma con sede en las islas Vírgenes Británicas- se quedó con el Parque Diana, una finca cerca de San Martín de los Andes, en Neuquén. A raíz de ello el juez Ramos Padilla comenzó una causa judicial contra extitular de la SIDE del gobierno de la Alianza, Fernando de Santibañes por una presunta defraudación al Banco de la Ciudad de Buenos Aires. En el mismo expediente fueron imputados el expresidente del Banco Ciudad Horacio Chighizola, quien luego fue vicecanciller durante el gobierno de la Alianza; y fue involucrado el expresidente Fernando de la Rúa quién era Jefe de Gobierno porteño al momento de los hechos.

Entre 1998 y 2002 fue directora del Banco Ciudad Mónica Almada, —una de las funcionarias más cercanas a De la Rúa en la administración porteña y abogada de la UCR—, cargo al que debió renunciar tras una auditoría interna de la entidad, en la que se descubrió que el 30 de noviembre de 2001, horas antes de la instauración del corralito que dejaría atrapados los depósitos bancarios de decenas de miles de argentinos, la funcionaria había precancelado un plazo fijo cercano a los 315.000 dólares.
En febrero de 2002, tras el escándalo, Almada debió devolver el dinero. En aquel momento se le inició una causa en la que se la investigó por haber utilizado su cargo y la información privilegiada que este le aportaba, para cancelar su depósito fuera del horario bancario, y a sólo 48 horas de haberlo realizado, con el objetivo de eludir el corralito y obtener de este modo un beneficio personal. Ese mismo año se denunció a Marta Scaravaglione, otra funcionaria del Banco Ciudad y afiliada a la UCR, que utilizó 62 cajas de ahorro de las que era cotitular para extraer los montos mínimos permitidos y eludir así el corralito.
En 2005 fue designada directora del Banco Ciudad la legisladora del PRO Gladys González. El 30 de noviembre de 2006 la Revista Veintitrés le dedicó una tapa en la que la acusó de un supuesto intento de soborno: los periodistas sostuvieron que González les ofreció pauta publicitaria del Banco a cambio de una entrevista favorable a Horacio Rodríguez Larreta, actual jefe de Gobierno. González fue denunciada penalmente por presunto intento de soborno, malversación de fondos públicos, incumplimiento de funcionario público, administración fraudulenta y abuso de autoridad. El tema generó un escándalo político y a la entonces directora se le realizó un sumario administrativo, abriéndose una causa judicial que tramita en el Juzgado Federal N.º 11 a cargo de Claudio Bonadío.
En 2008 Federico Sturzenegger asumió la presidencia de la entidad. Durante su gestión se generaron polémicas debido a la contratación de familiares en diferentes puestos del banco. El mismo Sturzenegger contrató a su cuñado, Gabriel Rouillet, como jefe de asesores. Durante este período se criticó que el Banco hubiera otorgado créditos hipotecarios preferenciales a funcionarios macristas, entre ellos a María Eugenia Vidal, el vicepresidente del banco Juan Curutchet, el legislador PRO Enzo Pagani y el gerente general de la entidad Emilio Lanza.

Por el escándalo de otorgamiento de créditos preferenciales a funcionarios macristas, Sturzenegger fue invitado por la Legislatura para que brindara explicaciones que justificaran el otorgamiento de esos créditos, reunión a la que no concurrió. Varios funcionarios del macrismo fueron denunciados penalmente en el marco de esta investigación.
En 2011 se presentó una denuncia por peculado y tráfico de influencias cuando El Banco Ciudad contrató un estudio de arquitectos vinculado con el ministro de Desarrollo Urbano, Daniel Chain, para que haga el pliego de las refacciones de un club de empleados del banco en Vicente López 
por 47 millones de pesos.
En 2013 asumió la presidencia del banco Rogelio Frigerio. En 2014 el auditor porteño Eduardo Epszteyn denunció que el Banco Ciudad le prestó dinero en condiciones irregulares a una constructora para la refacción de un edificio para el Instituto de Vivienda de la Ciudad (IVC). El Banco otorgó un préstamo por 35 millones de pesos (entonces equivalente a más de 4.3 millones de dólares), a la empresa Lethe en forma irregular: el crédito representa el 1500% de la Responsabilidad Patrimonial Computable (RPC) de la empresa. Epszteyn advirtió que la empresa que recibió el dinero no tiene experiencia previa en la materia (se especializa en aceites animales para uso industrial) y fue creada en 2010 con la compra del edificio. Asimismo, sostuvo que las autoridades de la entidad «Usan la plata del banco para la campaña presidencial de Macri», en referencia a las próximas elecciones presidenciales.

El auditor porteño Eduardo Epszteyn afirmó que al demorarse la finalización de la obra, el Banco Ciudad pierde el dinero de alquileres que percibiría del gobierno de la ciudad por el edificio. Epszteyn cuestionó el gasto de 400 millones de pesos, (en ese momento más de 46 millones de dólares), del nuevo edificio.Su gestión se vio envuelta en una controversia por la venta de terrenos en Casa Amarilla al club Boca Juniors. La Corporación del Sur tasó los terrenos a través del Banco Ciudad en 180 millones en 2014 y llamó a una licitación pública calificada como direccionada, en la cual solo el Club Atlético Boca Juniors podía cumplir con los requisitos. Jonatan Baldiviezo, representante de los vecinos presentó finalmente una denuncia ante la Justicia por una serie de manejos y maniobras que está llevando a cabo el Gobierno de la Ciudad para transferir esos terrenos al club Boca Juniors.
Durante la gestión de Rogelio Frigerio, en marzo de 2015, el gobierno de la Ciudad de Buenos Aires lanzó el programa «Alquilar se puede» con financiación del Banco Ciudad, con un costo de 80 millones de pesos (unos 9 millones de dólares), en publicidad, en el cual solo 10 familias de las 15.000 inscriptas, accedieron al plan. también su gestión se vio envuelta en una controversia por la venta de terrenos en Casa Amarilla al club Boca Juniors propiedad del Jefe de Gobierno, Mauricio Macri cuando la Corporación del Sur tasó los terrenos a través del Banco Ciudad en 180 millones en 2014 y llamó a una licitación pública calificada como direccionada, en la cual sólo el Club Atlético Boca Juniors podía cumplir con los requisitos. Jonatan Baldiviezo, representante de los vecinos presentó finalmente una denuncia ante la Justicia por una serie de manejos y maniobras que está llevando a cabo el Gobierno de la Ciudad para transferir esos terrenos al club Boca Juniors.
En 2016 el Banco se vio nuevamente implicado en una controversia por una supuesta estafa que involucraba a funcionarios de la ciudad de Buenos Aires. Según algunos medios hubo una elaborada matriz de corrupción para la apropiación indebida de más de 70 millones de pesos, (unos 5 millones de dólares), del Banco Ciudad que incluyó a funcionarios del PRO, dirigentes del fútbol y amistades personales de las máximas autoridades del país. El Banco Ciudad desembolsó 125 millones de pesos para financiar una obra privada encarada por funcionarios públicos y amigos de Macri que incluyeron a Miguel José Mancini, expresidente del Club Obras Sanitarias, y sus hijos Rafael y Luis Miguel; Ignacio Javier Ibáñez, extitular de la Agencia Gubernamental de Control de la Ciudad (AGC), e íntimo asesor de la vicepresidenta Gabriela Michetti, Guillermo Ale, delegado del Banco Ciudad y Martín Seefeld. Seefeld, que mantiene una vinculación directa con las autoridades del macrismo debido a su amistad con Macri, y a través de su hermano, Guillermo -uno de los directores de SBASE, la administradora del subterráneo porteño- habría intercedido ante el jefe de Gobierno para que habilitara al Banco Ciudad a desembolsar la suma de $125 millones para un negocio privado del actor.